# Humua takeuchii
Humua takeuchii es una especie de araña araneomorfa de la familia Corinnidae. Es el único miembro del género monotípico Humua. Se encuentra en Isla Ishigaki de las Islas Yaeyama en Japón.
La especie fue nombrada en honor de Naonori Takeuchi.